# Ciaran Clarke
Ciaran Clarke McCann (Drogheda, Irlanda; 25 de mayo de 1995) es un artista marcial mixto irlandés que actualmente compite en la división peso gallo de Bellator MMA.

## Carrera de artes marciales mixtas

### Amateur
Ciaran Clarke omienza su carrera amateur el 3 de marzo de 2012 contra Luke Tyrell, en la que pierde por nocaut en el primer asalto. En este periodo, Clarke ha competido en torneos regionales de baja categoría irlandesas y por breves peleas en organizaciones nacionales.
El 26 de marzo de 2016 ganaría su primer título amateur por decisión unánime en contra de Thomas Moore en el Evolution Fighting Championship 5: King of the Cage.
Para finales de su carrera amateur, compitió como peleador de la Federación Internacional de Artes Marciales Mixtas (IMMAF), una promotora que se rige como el organismo rector internacional de la MMA. Su carrera amateur terminó el 13 de noviembre de 2018, con un récord de 13-10.

### Bellator MMA
Luego de una carrera de seis años en amateur, Clarke da un paso hacia el profesionalismo a través de la promotora Bellator MMA. Debutaría el 27 de septiembre de 2019 contra George Courtney en la cartelera preliminar de Bellator 227, a quien derrotaría por sumisión en el tercer asalto.
Continuaría su paso por la promotora en Bellator 240 enfrentándose a Jamie Faulding el 22 de febrero de 2020. Clarke ganó la pelea por decisión unánime. Posteriormente se enfrenta a Jean N'Doye en Bellator 248 el 10 de octubre de 2020, a quien vence por decisión unánime.
Clarke se enfrentó a Jordan Barton el 5 de noviembre de 2021 en Bellator 270. Ganó la pelea por sumisión en el tercer asalto. 
Tres meses después se enfrenta a Abou Tounkara el 25 de febrero de 2022 en Bellator 275. Tras la retirada de Tounkara por dislocamiento de hombro, el árbitro dio como ganador a Clarke.
Clarke se enfrentó a Rafael Hudson el 23 de septiembre de 2022 en Bellator 285. Antes de la pelea, tendría problemas con dar el peso, incumpliendo el contrato establecido, aunque ello no le impidió ganar por sumisión.
Para Bellator 291 el 25 de febrero de 2023, Clark volvería a incumplir su contrato por no cumplir el peso establecido antes de su pelea contra Leonardo Sinis. Ganó la pelea por decisión unánime.
Clarke se enfrentó a Przemysław Górny el 23 de septiembre de 2023 en Bellator 299. Ganó la pelea por sumisión en el segundo asalto. 
Clarke se enfrentó a Darius Mafi el 22 de marzo de 2024 en Bellator Champions Series: Belfast. Ganó la pelea por sumisión en el tercer asalto.
Clarke se enfrenta a Tuomas Grönvall el 14 de septiembre de 2024 en Bellator Champions Series: London, a quien vence por decisión unánime y llegando a diez victorias consecutivas.

## Vida personal
Clarke es compañero de equipo en SBG Ireland del también peleador irlandés de MMA, Conor McGregor, con el que ha compartido entrenamientos privados del luchador.

## Campeonatos y logros
- Evolution Fighting Championship
  - Campeonato de Peso Pluma de EFC (una vez)

- Cage Legacy Fighting Championship
  - Campeonato de Peso Ligero de CLFC (una vez)

## Récord en artes marciales mixtas
| Récord profesional | Récord profesional | Récord profesional |
| 10 peleas          | 10 victorias       | 0 derrotas         |
| ------------------ | ------------------ | ------------------ |
| Nocaut             | 1                  | 0                  |
| Sumisión           | 5                  | 0                  |
| Decisión           | 4                  | 0                  |

| Resultado | Récord | Oponente         | Método                        | Evento                             | Fecha                    | Ronda | Tiempo | Localización               | Notas |
| --------- | ------ | ---------------- | ----------------------------- | ---------------------------------- | ------------------------ | ----- | ------ | -------------------------- | ----- |
| Victoria  | 10–0   | Tuomas Grönvall  | Decisión (unánime)            | Bellator Champions Series: London  | 14 de septiembre de 2024 | 3     | 5:00   | Londres, Inglaterra        |       |
| Victoria  | 9–0    | Darius Mafi      | Sumisión (arm-triangle choke) | Bellator Champions Series: Belfast | 22 de marzo de 2024      | 3     | 0:41   | Belfast, Irlanda del Norte |       |
| Victoria  | 8–0    | Przemysław Górny | Sumisión (arm-triangle choke) | Bellator 299                       | 23 de septiembre de 2023 | 2     | 2:52   | Dublín, Irlanda            |       |
| Victoria  | 7–0    | Leonardo Sinis   | Decisión (unánime)            | Bellator 291                       | 25 de febrero de 2023    | 3     | 5:00   | Dublín, Irlanda            |       |
| Victoria  | 6–0    | Rafael Hudson    | Sumisión (rear-naked choke)   | Bellator 285                       | 23 de septiembre de 2022 | 3     | 2:50   | Dublín, Irlanda            |       |
| Victoria  | 5–0    | Abou Tounkara    | TKO (retiro médico)           | Bellator 275                       | 25 de febrero de 2022    | 1     | 5:00   | Dublín, Irlanda            |       |
| Victoria  | 4–0    | Jordan Barton    | Sumisión (rear-naked choke)   | Bellator 270                       | 5 de noviembre de 2021   | 3     | 4:41   | Dublín, Irlanda            |       |
| Victoria  | 3–0    | Jean N'Doye      | Decisión (unánime)            | Bellator 248                       | 10 de octubre de 2020    | 3     | 5:00   | París, Francia             |       |
| Victoria  | 2–0    | Jamie Faulding   | Decisión (unánime)            | Bellator 240                       | 22 de febrero de 2020    | 3     | 5:00   | Dublín, Irlanda            |       |
| Victoria  | 1–0    | George Courtney  | Sumisión (rear-naked choke)   | Bellator 227                       | 27 de septiembre de 2019 | 3     | 2:19   | Dublín, Irlanda            |       |